# Globočice pri Kostanjevici
Globočice pri Kostanjevici so naselje v Občini Kostanjevica na Krki.